# ディレクション島
ディレクション島（Direction Island）とはインド洋に浮かぶオーストラリア領ココス諸島にあるサンゴ礁の小さな島である。

## 概要
昔は数人程度のオーストラリア人が住んでおり、無線基地が島に置かれていたが、現在は無人島である。
無線基地の残骸の跡地が現在も島に残っている。
第一次世界大戦中の1914年にドイツの軽巡洋艦・エムデンがこの近海で撃沈されたことでも知られる。